# 김지대
김지대(金之岱, 1190년~1266년)는 고려 후기의 문신이다. 초명은 김중룡(金仲龍)이며, 청도(淸道) 김씨(金氏)의 시조이다.

## 생애
1217년(고종 4) 강동성(江東城) 전투에 부친 대신 종군했는데, 군사들이 모두 방패에 기수(奇獸)를 그렸으나 김지대만은 이런 시를 써 붙였다.
| “ | 國患臣之患 / 나라의 근심은 신하의 근심이요 親憂子所憂 / 어버이의 걱정은 자식의 걱정이라 代親如報國 / 어버이 대신해 나라에 보답할 수 있다면 忠孝可雙修 / 충·효를 동시에 함께 닦을 수 있으리 | ” |

원수(元帥) 조충(趙冲)이 열병하던 중 이것을 보고 놀라 그 까닭을 물어보고는 내상(內廂)으로 불러들여 중용했다.
1218년(고종 5) 조충이 지공거(知貢擧)가 되어 문과를 주관했는데, 이 때 김지대가 장원으로 급제했다. 전례에 따라 전주사록(全州司錄)에 임명되자, 고아와 과부를 구휼하고 강호(强豪)들을 억눌렀으며, 적발하는 것이 귀신과 같았으므로 향리와 백성들이 그를 경외했다. 내직으로 들어와 보문각교감(寶文閣校勘) 벼슬을 받았다가 후에 다시 외직인 전라도안찰사(全羅道按察使)가 되었다.
1240년(고종 27) 전라도안찰사로 있을 때 진도(珍島)에서 최우(崔瑀)의 아들 만전(萬全)이 한 사원의 주지로 있었는데, 그의 문도들이 횡포를 자행했다. 그 중 통지(通知)라는 자가 제일 심했는데, 김지대는 처음에는 그의 청탁을 모두 거부했다가, 직접 만전을 만나 몇 개는 즉석해서 해결해 주고 나머지는 행영(行營)으로 돌아간 후 통지를 만나면 해결하겠다고 보류했다. 과연 행영으로 돌아온 후 통지가 찾아오자, 그를 결박하여 죄를 묻고 강물에 던져 죽였다. 이에 만전은 김지대에게 감정을 품었으나, 그가 청렴하고 조심성이 있으며 허물이 적었으므로 마침내 해치지 못했다.
1243년(고종 30) 비서소감(秘書少監)으로서 추밀원부사(樞密院副使) 최린(崔璘)과 함께 몽골로 가서 방물(方物)을 바쳤고, 1255년(고종 42) 판사재시사(判司宰寺事)로서 문과의 동지공거(同知貢擧)를 맡아 곽왕부(郭王府) 등 37명에게 급제를 주었다.
1258년(고종 45) 5월 북계지병마사(北界知兵馬事) 홍희(洪煕)가 여색을 즐기고 군무를 돌보지 않아 그 지방의 민심이 떠나자, 조정에서 당시 판비서성사(判秘書省事)로서 있던 김지대를 재략(才略)이 있다 하여 첨서추밀원사(簽書樞密院事)로 승진시키고 진(鎭)으로 나가게 했다. 김지대가 은혜와 믿음으로 민심을 어루만지니, 서북의 40여 성이 이에 힘입어 편안해졌다.
11월 추밀원부사(樞密院副使), 12월 동지추밀원사(同知樞密院事), 1260년(원종 원년) 정당문학(政堂文學)·이부상서(吏部尙書)를 차례로 거쳤다. 이듬해 지추밀원사(知樞密院事)로서 문과의 지공거(知貢擧)를 맡아 정겸(鄭謙) 등 31명에게 급제를 주었고, 얼마 되지 않아 퇴직을 청하자, 수태부(守太傅)·중서시랑평장사(中書侍郞平章事)가 더해지고 치사(致仕)했다.
1266년(원종 7) 병이 들자 머리를 깎고 앉은 채 77세로 졸했으며, 영헌(英憲)이라는 시호를 받았다.

## 가족 관계
- 아들 : 김선장(金善莊)
  - 손자 : 김득재(金得齊)
  - 손자 : 김일재(金日齊)
  - 손녀 : 김저(金佇)에게 출가